# Abu l-Khattar al-Husam ibn Dirar al-Kalbi
Abū l-Khaṭṭār al-Ḥuṣām ibn Ḍirār al-Kalbī (in arabo أبو الخطار الحسام بن ضرار الكلبي‎?; ... – Cadice, 747) è stato wālī di al-Andalus dal 742 al 745.

## Origine
La Spagna musulmana e Portogallo: una storia politica di al-Andalus, riporta che Abu l-Khattar al-Husam era figlio di Dirar al-Kalbi, e che era membro di una importante e aristocratica famiglia yemenita (il padre era un capo delle tribù yemenite e aveva avuto diversi incarichi importanti).

La penisola iberica durante il mandato di Abu l-Khattar al-Husam ibn Dirar al-Kalbi

## Biografia
Dopo la morte del wali Balj ibn Bishr al-Qushayri, per le ferite riportate nella battaglia di Aqua Portora, al nord di Cordova, nell'agosto del 742, come descritto nella Histoire de l'Afrique et de l'Espagne (secondo la Ajbar Machmuâ: crónica anónima morì pochi giorni dopo la battaglia), il generale siriano Thaʿlaba ibn Salāma al-ʿĀmilī, fu acclamato dai suoi soldati, nuovo wālī di al-Andalus.

Dato che la guerra civile innescata dalla grande rivolta berbera continuava sia in Ifriqiya che in al-Andalus, il califfo Hisham ibn 'Abd al-Malik decise di nominare Handhala ibn Safwan al-Kalbi wali di Ifriqiya e Abū l-Khaṭṭār al-Ḥuṣām ibn Dirār al-Kalbī, wali di al-Andalus, come riporta la Histoire de la conquête de l'Espagne par les Musulmans.
Abu l-Khattar fu al seguito del wālī di Ifriqiya, Handhala e, con al seguito 30.000 uomini salpò dal nord-Africa per la penisola iberica, nel novembre del 742, sbarcando a El-Moçàra, nei pressi di Cordova, come descritto nella Histoire de l'Afrique et de l'Espagne.

Nel frattempo Tha'laba aveva continuato a governare e combattere, facendo molti prigionieri, sino all'arrivo del nuovo Wali, Abu l-Khattar.
Con il suo arrivo, in poco tempo, terminò la guerra civile che, negli ultimi anni, aveva opposto i siriani di Balj b. Bishr al-Qushayrī ai Berberi, nel quadro della Grande rivolta berbera che si era estesa anche ad al-Andalus, espellendo dalla penisola iberica sia Tha'laba che i capi della fazione avversaria, che si rifugiarono a Tangeri.

Pacificò la penisola iberica e sistemò i siriani, in base al sistema già sperimentato in Siria dei Jund in varie parti della Spagna musulmana; la sistemazione dei siriane viene riportata anche dalla Spagna musulmana e Portogallo: una storia politica di al-Andalus, dalla Histoire de l'Afrique et de l'Espagne, dalla Ajbar Machmuâ: crónica anónima morì pochi giorni dopo la battaglia e dalla Ibn Abd-el-Hakem's History of the Conquest of Spain.
Ben presto però si rianimò il conflitto tra i siriani mudariti e Arabi yemeniti e un forte contrasto con il capo del jund di Qinnasrin, al-Ṣumayl b. Ḥātim al-Kilābī, portò a uno scontro armato che si concluse nell'aprile 745 sul Guadalete con una sconfitta di Abu l-Khattar, che fu fatto prigioniero.

Dopo la sconfitta, come riporta lo storico Rafael Altamira Abu l-Khattar fu esautorato dal generale Thuwāba ibn Salāma al-Judhʿāmī, che lo condusse a Cordova in catene.
Dopo essere riuscito a fuggire, Abu l-Khattar raccolse un esercito e si scontrò ancora una volta con il Qaysita, al-Ṣumayl, che lo sconfisse nuovamente, nel 747, nei pressi di Cordova, dove Abu l-Khattar trovò la morte; secondo il Diccionario biográfico español, Real Academia de la Historia il luogo della cruenta battaglia era denominato Secunda, al termine della quale vi furono molte esecuzioni, tra cui Abu l-Khattar.

### Fonti primarie
- (FR)  Histoire de la conquête de l'Espagne par les Musulmans
- (FR)  #ES Histoire de l'Afrique et de l'Espagne
- (ES)  Ajbar Machmuâ: crónica anónima
- (EN)  #ES Ibn Abd-el-Hakem's History of the Conquest of Spain
- (EN)  #ES Spagna musulmana e Portogallo: una storia politica di al-Andalus

### Letteratura storiografica
- Rafael Altamira, "Il califfato occidentale", in Storia del mondo medievale, vol. II, 1999, pp. 477–515.
- Lemma «Abū l-Khaṭṭār al-Ḥuṣām b. Ḍirār al-Kalbī» (Évariste Lévi-Provençal), su: The Encyclopaedia of Islam, Second edition